# Teatro San Martín (Tucumán)
El Teatro San Martín es el principal teatro de la ciudad argentina de San Miguel de Tucumán, el de mayor actividad y relevancia cultural.
Fue inaugurado el 18 de mayo de 1912 con el nombre de Teatro Odeón, nombre que mantuvo hasta 1951, año en que cierra sus puertas para reabrirlas en 1959 como Teatro San Martín. Posee una capacidad de 800 personas, y es sede del Cuerpo Estable de Ballet, Coro y Teatro de la Provincia.
Diseñado como un teatro fundamentalmente lírico, con forma de herradura, su acústica es óptima en todos los rincones de la sala, incluso en desmedro de la visual.

## Historia
Fue en los primeros años del siglo XX que el gobernador de Tucumán, Ing. Luis Nougués, promulgó una ley que autorizaba al conocido empresario de espectáculos Faustino Da Rosa, de Buenos Aires, a construir, en el Boulevard Sarmiento tres edificios destinados, respectivamente, a alojar un teatro (que se llamaría “Odeón”); un hotel (que se llamaría “Savoy”) y el Casino. Aspiraba Nougués. De esa manera, embellecer la ciudad con edificios nuevos y modernos, rodeado de jardines.
El teatro Odeón se inauguró el sábado 18 de mayo de 1912, poniéndose en escena la opereta “La princesa de los dólares”, de Leo Fall, pieza por entonces de gran popularidad, a cargo de la compañía de Sagi-Barba. Ya por entonces gobernaba la provincia el Dr. José Frías Silva.
Entre los hitos artísticos de la historia del teatro, resalta la visita de Enrico Caruso a Tucumán en julio de 1915. En esa oportunidad cantó en el Teatro Odeón, las óperas "Cavalleria Rusticana" de Pietro Mascagni, "Pagliacci" de Ruggero Leoncavallo. El día 17 de julio, interpretó el papel del Caballero Des Grieux de la ópera "Manon Lescaut" de Giacomo Puccini siendo ovacionado por el público tucumano.
En 1916, actuaría en su escenario, el célebre barítono italiano Titta Ruffo en el marco de las celebraciones por el centenario de la Declaración de la Independencia Argentina. 
Otra visita ilustre que actuó en el Teatro Odeón fue el compositor francés Camille Saint Saens quien arribó en junio de 1916, invitado por el gobernador Ernesto Padilla. En esa oportunidad, Saint Saens ofreció dos conciertos con sus obras, aunque las anédoctas sobre su mal genio permanecieron en el recuerdo de los tucumanos.
Durante las décadas de 1930 y 1940, el Teatro Odeón quedó sujeto a los requerimientos e iniciativa de los concesionarios del Hotel Savoy, aun cuando el gobierno provincial estableció la obligatoriedad de la representación de una ópera, al menos una vez al año, con motivo de las fechas patrias del 25 de Mayo y el 9 de Julio. Sin embargo, tal exigencia careció de continuidad, aunque en el escenario se representaron distintas óperas y zarzuelas a cargo de compañías que llegaban en forma esporádica a Tucumán. 
Una nueva etapa en la historia del teatro comenzó cuando el 12 de enero de 1951, por ley provincial 2367, se le cambió el nombre “Odeón” por el de “San Martín”, que conserva hasta la fecha. Con todo, el teatro permanecía generalmente cerrado. Su incorporación efectiva y permanente a la actividad artística local data del año 1959, cuando el Gobierno de la Provincia, al estructurar un nuevo organismo (el Consejo Provincial de Difusión Cultural, hoy Dirección General de Cultura) transfirió el Teatro San Martín a la órbita del mismo.
En la actualidad, el teatro alberga la Orquesta Estable, el Coro Estable y el Ballet Estable de la Provincia, conducido por la Dirección de Música y Danza, en él se realizan aproximadamente 100 funciones al año.
En cuanto al aspecto externo del edificio, en el año 1979 el gobierno de facto del Gral. Lino Montiel Forzano, con una inversión aproximada de 1 000 000 de dólares concluyó la primera etapa de una remodelación integral del edificio. El frente fue ampliado hacia delante, conservando las características académicas, y permitiendo un gran ensanche del hall de entrada y el foyer del primer piso, con la construcción de una nueva y amplia boletería, guardarropa y confitería. El foyer fue enriquecido con columnas y zócalos de mármol, además del amueblado con piezas de estilo. Se alfombró íntegramente el teatro, retapizándose todas las butacas, lo que realzó su delicada estructura original. Se aumentó la capacidad del paraíso; se cambió totalmente las butacas de tertulia; se cambiaron totalmente las instalaciones eléctricas del edificio, instalándose un importante grupo transformador a nivel de la calle, además de una nueva consola de iluminación. Se cambiaron totalmente las instalaciones sanitarias, decorándose los baños con azulejos fabricados especialmente, que llevaban inscriptas las iniciales del teatro.
Además del cambio integral de los cielorrasos y del techo, fueron doradas nuevamente todas las molduras de la sala que habían desaparecido bajo capas de pintura. Sobre el escenario se colocó una pasarela para iluminación, entre otras innovaciones de gran importancia, inauguradas en la Función de Gala del 24 de mayo de 1979, con la puesta en escena de la ópera “Carmen” de Bizet, producida por el Teatro San Martín, con solistas del Teatro Colón, Ballet, Coro y Orquesta Estable de la Provincia, bajo la dirección de Pedro Ignacio Calderón.
Desde esa fecha, el Teatro San Martín se convirtió en un escenario de referencia cultural para todo el Noroeste Argentino, ya que por su sala pasaron numerosos artistas de renombre internacional, como la célebre bailarina rusa Maia Plisetskaya en 1978, o pianistas de la talla de Bruno Gelber, Nelson Goerner, u Osvaldo Pugliese y su orquesta de tango. Otro hito relevante fue la presencia de la afamada pianista Martha Argerich durante el "Septiembre Musical" del año 2005.
El Teatro San Martín tiene capacidad para aproximadamente 800 personas. Sus comodidades se distribuyen de la siguiente forma: 340 plateas, 70 tertulias, 250 galerías y 50 palcos entre Bajos, Balcones y Altos. Cabe consignar que en la actualidad es el único teatro del país que tiene sus cuerpos artísticos completos, y que es capaz de producir –y los produce- cualquier tipo de espectáculo lírico, de ballet, sinfónico o sinfónico-coral.

## Arquitectura
La fachada exterior del edificio es de interesante arquitectura con elementos neoclásicos de fines de siglo XIX. Conforma, junto al edificio de la Legislatura de Tucumán, al Casino de Tucumán y el Colegio Nacional Bartolomé Mitre y la Plaza Urquiza, el llamado conjunto arquitectónico Avenida Sarmiento-Plaza Urquiza, la cuadra más elegante de la ciudad, en el Barrio Norte.
Vecino, casi como un anexo, a este importante teatro argentino se encuentra el Instituto Superior de Enseñanza Artística de San Miguel de Tucumán.

## Bicentenario de la Independencia
Durante el mes de Julio de 2016 el congreso de la nación sesionará en este teatro en conmemoración del congreso de Tucumán por los festejos del bicentenario de la independencia de Argentina.